# Александър Бураго
Александър Петрович Бураго (на руски: Александр Петрович Бура́го) е руски офицер, капитан. Участник в Руско-турската война (1877-1878). Почетен гражданин на Пловдив.

## Биография
Александър Бураго е роден на 4 март 1846 г. в Харкив в семейство на потомствен дворянин. Ориентира се към военното поприще. Завършва Павловския кадетския корпус в Санкт Петербург.

Участва в Руско-турската война (1877-1878). Служи в лейбгвардейския Драгунски полк от състава на Западния отряд с командир генерал-лейтенант Йосиф Гурко. Командир на 2-ри ескадрон. Военно звание капитан. Участва в битката при Пловдив в колоната с командир генерал-лейтенант Николай Криденер.
Получава разузнавателна задача да разкрие началото на организираното от Сюлейман паша оттегляне от Пловдив. Командвайки 63 драгуни, успява да се промъкне в Пловдив. Малък разезд научава от тукашните българи в квартал Каршияка, че в града има повече от 1000 низами и черкезка конница. Сержант Пономарьов от разезда с командир поручик Стлохан успява да залови в района на жп гара пленник и с действието си предизвиква уплаха, прераснала в паника и изоставяне на позициите. Капитан Александър Бураго незабавно атакува и увлича руските сили. Превземат квартал Мараша, хълма Бунарджика и пощата. Изпраща донесение по пленения телеграф през нощта на 4/16 януари 1878 г. до генерал-лейтенант Йосиф Гурко за заемането на Пловдив.
Награден е с Орден „Свети Георги“ IV ст. и е повишен във военно звание полковник.
В памет на битката при Пловдив е изграден Паметник на Освобождението на града на 9-ия километър по пътя за Пазарджик. Обновен е през 2009 г.
Издигнат е паметник на капитан Александър Бураго в градската градина до Природонаучния музей. Неговото име носи улица и квартал в ж.к. „Тракия“ в Пловдив. Провъзгласен е за почетен гражданин на Пловдив (посмъртно) от 9 ноември 2006 г. „за изключителни заслуги в развитието на град Пловдив“.